# シェンティ

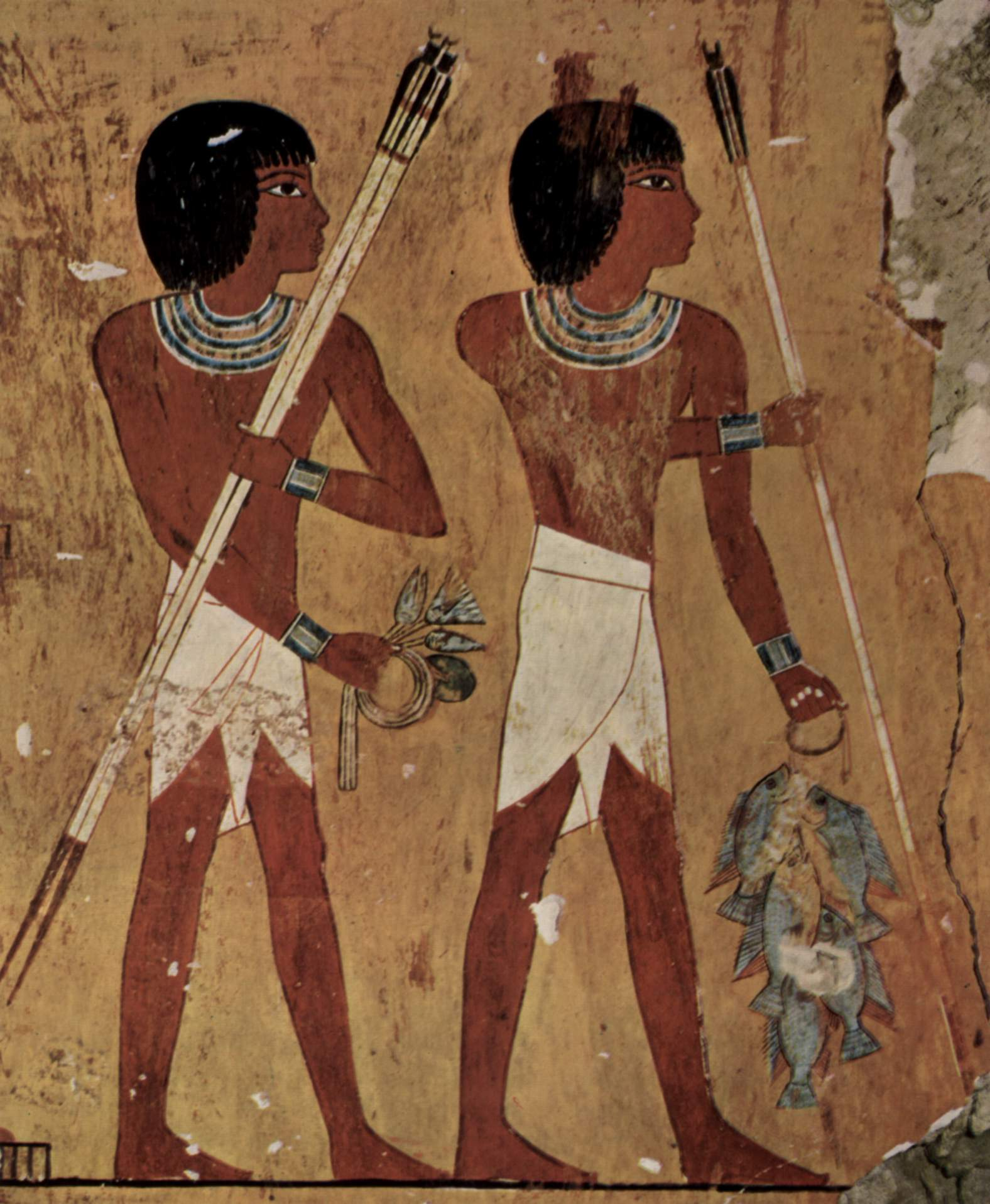
古代エジプトの腰布、テーベ墓地の壁画

シェンティ（英: Shendyt, shentiとも）とは、エジプト古王国時代から新王国時代にかけて広く男子一般に用いられた腰布のこと。「シャンティ」、「ロインクロス」（腰布）とも。
古王国時代の初期には女子も着用していたが、高位の女性の衣装から徐々に肩ひもで釣る形式の筒型のワンピースドレスに移行し、着用されなくなっていく。古王国時代から中王国時代の最盛期に至るまで男子の衣装は身分の上下を問わずほぼこのシェンティのみであった。
多くは薄手の白麻や亜麻製で、染色は施されないことが多い。

## 概要
丈は太腿の半ばから膝上程度の短いものか脛にかかるほどの長いもので、腰を飾り帯で締めて着用する。身分の低いものは短い布地を腰に巻きつけただけの素朴な衣装であったが、身分が高いものは細かく襞を畳んで長い布地を装飾的に優雅に着装していた。また、貴族や神官のような特権階級は、王を真似て固く糊付けをした三角形の前垂れを正面に下げていた。貴族出身の神官はシェンティ以外にも権威の象徴として豹の毛皮を肩にかけていた。
ルーブル美術館の収蔵品である、第四王朝時代の神官ネフェルトイアプト王女のレリーフには、豹の毛皮をドレスのようにまとった王女の姿があらわされている。
新王国時代には、宰相、布告官、医師長、または個人の彫像などの衣装に女子のものに似たチュニックが見られる。
ファラオのシェンティはパーニュ（pagne）という別名でも呼ばれ、細かく襞が畳まれ、両端が丸く断ち落されて正面に細い垂れ布が付いている。白一色のものもあったが、白に青や黄色や緑といった鮮やかな色彩のストライプ模様が入る豪華なものも多かった。さらに、王の象徴として黄金の三角板に紋章を浮き彫りにした前飾りを提げた。
女子の衣装は一本の肩ひもで斜めに吊った、乳上もしくは乳下から踝に届く丈の筒型のワンピースドレス（チュニック）で、男性同様に比較的身分の高いものは細かく襞を畳んでいた。また、召使いや踊り子の女性は陰部をかろうじて覆うだけの面積しかないビーズの紐や短い前掛けを身に着けていた。
エジプトの版図が最大となった第十八王朝頃から小アジアからカラシリスと呼ばれる肌が透ける薄布の上着がもたらされ、比較的豊かな身分の人々の間に広まるようになる。
この後もシェンティは広く使われていたが、プトレマイオス王朝におけるギリシア文化流入をうけて、ギリシア風の衣装にとってかわられた。